# Ermida (Vila Real)
Ermida is een plaats (freguesia) in de Portugese gemeente Vila Real en telt 546 inwoners (2001).